# Lamborghini Furia
 (juin 2022).
Si vous disposez d'ouvrages ou d'articles de référence ou si vous connaissez des sites web de qualité traitant du thème abordé ici, merci de compléter l'article en donnant les références utiles à sa vérifiabilité et en les liant à la section « Notes et références ».
 (juin 2022).
Chronologie des modèles
La Lamborghini Furia est un concept car développé par le constructeur automobile italien Lamborghini. Le design a été proposé en 2021 pour le jeu vidéo Gran Turismo et pour l'instant, aucune maquette n'a été réalisée.

## Date de sortie
Cette voiture ne verra pas le jour.

## Design et moteur
Ce design aérodynamique est basé sur la Lamborghini Gallardo LP560-4. Cette voiture est une Lamborghini de course virtuelle,.